# Mistrzostwa Świata w Podnoszeniu Ciężarów 2013 (58 kg kobiet)
58 kg kobiet – jedna z konkurencji rozgrywanych podczas Mistrzostw Świata w Podnoszeniu Ciężarów 2013. Rywalizacja w tej konkurencji odbyła się 22 października.

## Rekordy świata
| Konkurencja | Wynik  | Zawodnik     | Data                  | Miejsce  |
| ----------- | ------ | ------------ | --------------------- | -------- |
| Rwanie      | 111 kg | Chen Yanqing | 3 grudnia 2006(dts)   | Doha     |
| Podrzut     | 141 kg | Qiu Hongmei  | 23 kwietnia 2007(dts) | Tai’an   |
| Dwubój      | 251 kg | Chen Yanqing | 3 grudnia 2006(dts)   | Ad-Dauha |

## Program
| Data                 | Godzina | Grupa   |
| -------------------- | ------- | ------- |
| 22 października 2013 | 12:00   | Grupa B |
| 22 października 2013 | 16:55   | Grupa A |

## Medaliści
| Konkurencja | Złoto          | Wynik | Srebro            | Wynik | Brąz              | Wynik |
| Rwanie      | Deng Wei       | 108   | Kuo Hsing-chun    | 108   | Alexandra Escobar | 103   |
| Podrzut     | Kuo Hsing-chun | 133   | Alexandra Escobar | 122   | Jelena Szadrina   | 122   |
| Dwubój      | Kuo Hsing-chun | 241   | Alexandra Escobar | 225   | Jelena Szadrina   | 218   |

## Wyniki
| Poz. | Zawodniczka         | Reprezentacja     | Grupa | Waga  | Rwanie | Rwanie | Rwanie | Rwanie | Podrzut | Podrzut | Podrzut | Podrzut | Razem |
| Poz. | Zawodniczka         | Reprezentacja     | Grupa | Waga  | 1      | 2      | 3      | Poz.   | 1       | 2       | 3       | Poz.    | Razem |
| ---- | ------------------- | ----------------- | ----- | ----- | ------ | ------ | ------ | ------ | ------- | ------- | ------- | ------- | ----- |
| 1.   | Kuo Hsing-chun      | Chińskie Tajpej   | A     | 57,73 | 103    | 106    | 108    | 2.     | 133     | 136     | 136     | 1.      | 241   |
| 2.   | Alexandra Escobar   | Ekwador           | A     | 57,32 | 98     | 103    | 106    | 3.     | 120     | 120     | 122     | 2.      | 225   |
| 3.   | Jelena Szadrina     | Rosja             | A     | 57,59 | 93     | 96     | 96     | 5.     | 115     | 119     | 122     | 3.      | 218   |
| 4.   | Loredana-Elena Toma | Rumunia           | A     | 57,92 | 91     | 95     | 98     | 6.     | 111     | 116     | 118     | 5.      | 213   |
| 5.   | Julija Kalina       | Ukraina           | A     | 57,84 | 94     | 96     | 97     | 7.     | 114     | 118     | 118     | 4.      | 212   |
| 6.   | Joanna Łochowska    | Polska            | A     | 57,61 | 88     | 92     | 94     | 8.     | 110     | 115     | 118     | 7.      | 207   |
| 7.   | Mikiko Andō         | Japonia           | A     | 57,70 | 86     | 90     | 92     | 10.    | 113     | 117     | 121     | 6.      | 207   |
| 8.   | Saule Saudakassova  | Kazachstan        | B     | 57,41 | 83     | 87     | 90     | 9.     | 105     | 105     | 110     | 8.      | 200   |
| 9.   | Quisia Guicho       | Meksyk            | A     | 57,97 | 85     | 88     | 90     | 11.    | 108     | 113     | 113     | 9.      | 196   |
| 10.  | Jenifer Hernández   | Ekwador           | B     | 57,85 | 80     | 80     | 84     | 12.    | 102     | 106     | 111     | 10.     | 190   |
| 11.  | Cortney Batchelor   | Stany Zjednoczone | B     | 57,51 | 80     | 80     | 85     | 13.    | 100     | 105     | 105     | 11.     | 180   |
| 12.  | Angelica Roos       | Szwecja           | B     | 57,27 | 77     | 78     | 80     | 14.    | 98      | 102     | 102     | 12.     | 176   |
| 13.  | Ruby Malvina        | Seszele           | B     | 57,58 | 65     | 65     | 70     | 15.    | 90      | 95      | 100     | 13.     | 160   |
| —    | Deng Wei            | Chiny             | A     | 57,27 | 105    | 108    | 108    | 1.     | 133     | 133     | 133     | —       | —     |
| —    | Ri Jong-Hwa         | Korea Północna    | A     | 57,74 | 103    | 107    | 107    | 4.     | 132     | 132     | 132     | —       | —     |
| DQ   | Haja Hawa Fofanah   | Sierra Leone      | —     | —     | —      | —      | —      | —      | —       | —       | —       | —       | —     |